# 10951 Spessart
10951 Spessart (4050 P-L) là một tiểu hành tinh vành đai chính. Nó được đặt tên cho rặng núi Spessart ở Đức.